# Claudia Traisac
Claudia Traisac, née le 14 décembre 1992 à Madrid en Espagne, est une actrice espagnole.

## Biographie
Claudia Hernandez Traisac est notamment connue pour son rôle de Maria, la nièce de Pablo Escobar, dans Escobar: Paradise Lost d'Andrea Di Stefano, aux côtés de Benicio del Toro et de Josh Hutcherson. 
De 2018 à 2020, Claudia Traisac incarne le rôle de Lara, la fille illégitime de Némo Bandeiras dans la série Netflix espagnole Permis de vivre.

### Vie privée
Depuis 2013, elle est en couple avec Josh Hutcherson, son partenaire dans Paradise Lost.

## Filmographie

### Cinéma
- 2004 : Le Septième Jour de Carlos Saura Isabelle enfant
- 2009 : Amanecer en Asia de Dionisio Pérez : Claudia
- 2014 : Paradise Lost (Escobar: Paradise Lost) d'Andrea Di Stefano : Maria
- 2017 : Holy Camp! : une fille du camp
- 2022 : Ramona de Andrea Bagney : 2e femme enceinte
- 2023 : La dernière nuit de Sandra Mozarowsky de Borja de la Vega : Sandra Mozarowsky
- 2023 : Teresa de Paula Ortiz : Juana

### Télévision
- 2004 : El inquilino (es)[3]
- 2005 : Ke No ! - Amaia (7 episodes)
- 2006-2008 : Cuéntame cómo pasó : Julia Valcárcel
- 2008 : 18 (série TV) (es) - Laura Valencia (21 épisodes)
- 2009 : Amar en tiempos revueltos - Pilar  (6 épisodes)
- 2011 : Homicidios (épisode La casa donde habitan los monstruos) Carolina
- 2012 : Luna, le mystère de Calenda (es)
- 2012 : Carmina) (es) Belén Ordóñez jeune  (1 épisode)
- 2014 : Rescatando a Sara (es) Laura (2 épisodes)
- 2014 : Aída (série TV) (es) Clara  (1 épisode)
- 2014 : Cuéntame un cuento (es) Julia  (16 épisodes)
- 2016 : La sonata del silencio (es) (série TV) Elena Montejano (9 épisodes)
- 2018 : Apaches (série TV) (es) Vicky (12 épisodes)
- 2018 : Permis de vivre (série diffusée sur Netflix) Lara Balarés Ponte / Lara Bandeira
- 2019 : Alta Mar - Casandra Lenormand / Carmen Marín
- 2021 : Luimelia : Silvia Elías
- 2023 : Un conte parfait : Cristina